# Oorlogsmonument Heerenveen
Oorlogsmonument Heerenveen is een monument aan de Van Maasdijkstraat in Heerenveen.
Het gedenkteken werd opgericht ter nagedachtenis aan de gesneuvelden in de Tweede Wereldoorlog en werd op 4 mei 1949 onthuld en is een gemeentelijk monument.

## Beschrijving
Het kunstwerk, ontworpen door Marinus Vreugde, verbeeldt een vrouw die bij een gesneuvelde verzetsstrijder staat, in een pose vlak voor het moment waarbij ze de dode met een deken zal toedekken. Onder het het wapen van Heerenveen staat een (Friese) tekst van Fedde Schurer:

WY, STRIDEND TSJIN ’E TWANG
BIN FOAR DE FRIJDOM STOARN.
JIM, HOEDZJE FRIJDOMS FJUR,
EN HALD DE FAKKEL OAN.

vertaling:
"Wij, strijdend tegen de dwang
 zijn voor vrijheid gestorven.
Jullie, hoed vrijheids vuur,
 en houd de fakkel aan."
Onder bovenstaande woorden staan namen van de 28 personen.
| - F. BLES - J. BOERSMA - B. VAN ENS - H. GROENEVELD - A. HIELKEMA - J. HIJLKEMA - H.M. KOK - J.H. KRUIS - F. VAN DER LAAN - S. VAN DER LAAN - B.D. LEENHEER - IJ.U. DE HAAN - G. BOSMA - S. KOEN | - J. LENOS - W. MINK - A. VAN OOSTEN - H. PORTIJK - A.M. RINKEMA - P. VAN STAVEREN - K. WASLANDER - E. WELLES - C. WIND - J.A.K. WITTEVEEN - IR. A.F. KRIKKE - J. BOLTJE - J. MOERMAN - P. DE HAAN (toegevoegd in 2022) |